# Нідерландська літературна премія
Нідерландська літературна премія (нід. Prijs der Nederlandse Letteren) вручається що три роки авторам з Нідерландів і Бельгії (починаючи від 2005 року також Суринама) за твори нідерландською мовою. 
Ця премія була заснована в 1956 році і вважається найпрестижнішою в нідерландомовному світі; премія вручається почергово правлячими монархами Нідерландів і Бельгії (до 2001 року лауреатами премії по черзі вибиралися нідерландці і бельгійці, у теперішній час це правило не діє).
Грошовий еквівалент премії становить 16 000 євро, що надаються Нідерландською мовною спілкою, яка є її розпорядником від 1986 року. Журі складається з трьох членів від Нідерландів, трьох — від Бельгії і одного від Суринаму. Головою журі стає по черзі нідерландець або бельгієць.

## Перелік лауреатів
- 1956: Herman Teirlinck;
- 1959: A. Roland Holst;
- 1962: Stijn Streuvels;
- 1965: J. C. Bloem;
- 1968: Gerard Walschap;
- 1971: Симон Вестдейк;
- 1974: Marnix Gijsen;
- 1977: Віллем Фредерік Германс;
- 1980: Maurice Gilliams;
- 1983: Lucebert;
- 1986: Гюго Клаус;
- 1989: Герріт Каувенар;
- 1992: Christine D'Haen;
- 1995: Гаррі Муліш;
- 1998: Paul De Wispelaere;
- 2001: Херард ван гет Рейве [3];
- 2004: Хелла Хаассе
- 2007: Єрун Брауверс (відмовився від премії)[4];
- 2009: Кеес Ноотебоом;
- 2012: Леонард Ноленс
- 2015: Ремко Камперт
- 2018: Юдіт Герцберг